# Epione reticulata
Epione reticulata là một loài bướm đêm trong họ Geometridae.